# Манстер (регбийный клуб)
«Манстер Рагби» (англ. Munster Rugby), или просто «Манстер», — один из четырёх профессиональных провинциальных клубов Ирландии по регби-15, представляющий историческую провинцию Манстер. Команда соревнуется в лиге Про14 и главном европейском состязании — Кубке европейских чемпионов. «Манстер» проводит домашние матчи на стадионе «Томонд Парк» в Лимерике, который вмещает 25 600 зрителей. Вместе с тем некоторые игры переносятся на арену «Айриш Индепендент Парк» вместимостью 9 500 зрителей в Корке.
Клуб является двукратным победителем Кубка Хейнекен и трёхкратным чемпионом Кельтской лиги. Кроме того, сборная Манстера любительской эпохи известна своими победами над сильнейшими регбийными сборными — Новой Зеландии в 1978 и Австралии в 1967, 1981 и 1992 годах. Игроки клуба регулярно вызываются в составы сборной Ирландии и «Британских и ирландских львов». Наиболее известный из них — ныне завершивший карьеру игрока Ронан О’Гара, рекордсмен клуба и национальной сборной по количеству заработанных очков.

## История

### Любительская эпоха
До Второй мировой войны

В 1879 году Ирландский регбийный союз объединился с Северным футбольным союзом, а одним из условий объединения этих двух органов было создание трёх младших регбийных союзов, которые стали руководить регби на территории Ленстера, Манстера и Ольстера. Четвёртая провинция, Коннахт, получила свой регбийный союз лишь в 1886 году. Изначально «Манстер» и другие ныне профессиональные клубы не участвовали в регулярных соревнованиях, а были сборными, в которые вызывались игроки, выступавшие в клубах одноимённой провинции. К 1895 году в провинции проводилось несколько турниров, в которых участвовали около двух десятков клубов, большая часть которых представляла учебные заведения Лимерика и Корка.
Первой зарубежной командой, которая сыграла со сборной Манстера стала «Ориджинал Олл Блэкс», проводившая в 1905—1906 годах своё турне по Британским островам, Франции и Северной Америке. Матч прошёл 28 ноября 1905 года на «Маркетс Филд» в Лимерике, игру посетило около 3 тысяч человек. В состав хозяев входили регбисты в основном представлявшие клубы «Гарриоуэн», «Квинс Колледж» и «Корк Каунти». Манстерцы проиграли со счётом 0:33, а их капитаном был Бэзил Маклир, за три дня до этого участвовавший во встрече сборной Ирландии и «Олл Блэкс».
В 1938 году сборная Манстера сыграла свой первый матч на «Томонд Парк», в котором были повержены соперники из Ленстера. Через несколько лет, в 1946 году, матчи между сборными провинций начали носить официальный характер и получили название Межпровинциального чемпионата Ирландии. В своём первом сезоне манстерцы сумели обыграть только соперников из Коннахта, но уже на следующий год стали победителями, выиграв у Коннахта и Ленстера и сыграв вничью с Ольстером. В 1947 году был сыгран первый матч против сборной Австралии. Встреча прошла на «Мардайк Граунд» в Корке, гости выиграли со счётом 5:6, занеся решающую попытку на последней минуте встречи.
С 50-х до профессиональной эпохи

В 50-е годы были проведены три матча с иностранными сборными. 11 декабря 1951 года на «Томонд Парк» приехала сборная ЮАР, которая выиграла со счётом 6:11. Несмотря на то, что манстерские регбисты считались явными аутсайдерами, они сумели навязать равную борьбу команде гостей. Менеджер африканцев, полковник Меллиш, назвал этот матч одним из самых трудных в турне. Спустя три года «Манстер» во второй раз в своей истории встретился с новозеландцами и вновь проиграл, на этот раз со счётом 3:6. В 1958 году на «Томонд Парк» была сыграна первая ничья против национальной сборной. На глазах у 10 тысяч зрителей манстерцы сыграли 3:3 с Австралией. Обе команды сыграли в крайне оборонительной манере, обменявшись лишь забитыми штрафными. При этом «Уоллабис» не сумели полностью реализовать свой потенциал — журналист Limerick Leader отметил, что нападающие гостей смотрелись очень мощно, но не оказывали практически никакой поддержки своим более лёгким и быстрым товарищам по команде, которые раз за разом упирались в крепкую оборону ирландцев.
Первые победы не заставили себя долго ждать. В 1962 году на «Масгрейв Парк» была обыграна сборная Канады. В 1967 году «Манстер» добился первой в истории ирландских провинциальных команд победы над крупной регбийной державой — 25 января была повержена сборная Австралии (11:8). Капитаном ирландцев был Том Кирнан, который через 16 лет приведёт «Манстер» к легендарной победе над «Олл Блэкс» уже в качестве тренера. Он же заработал для команды 8 очков (два штрафных и реализация попытки Джона Морони), «Уоллабис» на это сумели ответить лишь попыткой, реализацией и штрафным. В последние минуты игры гости прижали ирландцев к своей зачётной зоне, но взломать оборону так и не смогли.
Во второй половине XX века транспорт начал стремительно развиваться и турне сборных становились всё более частым явлением. В 70-х в Манстере играли свои матчи сборные Аргентины, Австралии, ЮАР и Новой Зеландии (трижды). В 1973 году на «Масгрейв Парк» манстерцы добились ничьей 3:3 с Новой Зеландией, причём уже тогда они могли добиться исторической победы — новозеландец Тревор Моррис сравнял счёт лишь на последней минуте матча.
Наиболее знаменитый матч «Манстера» любительской эпохи прошёл 31 октября 1978 года на «Томонд Парк». Посмотреть на встречу с «Олл Блэкс» пришли рекордные на тот момент 13 тысяч человек. Уже к 20 минуте ирландцы вели 9:0 — Кристи Кантиллиан занёс попытку, а Тони Уорд успешно выполнил реализацию и забил дроп-гол. Во второй половине матча Уорд забил ещё один дроп-гол, чем обеспечил победу со счётом 12:0. Несмотря на все свои попытки, новозеландцы не сумели заработать ни одного очка. Это событие нашло отражение в искусстве: драматург Джон Брин написал пьесу Alone it Stands, Джон Б. Кин — стихотворение Were you there in Thomond Park?, а Алан Инглиш — книгу Stand Up and Fight: When Munster Beat the All Blacks.
В 1981 году «Манстер» в пятый раз в своей истории сыграл со сборной Австралии. Как и в 1967 году, встреча прошла на «Масгрейв Парк». Ирландцы вновь победили, на этот раз со счётом 15:6. Во встрече приняли участие двое игроков, обеспечивших победу над «Олл Блэкс» тремя годами ранее, — Тони Уорд и Кристи Кантиллиан. Уорд вновь оказался на высоте — выполнил реализацию после попытки Пола Дерэма, а затем забил два штрафных и дроп-гол.
Последний крупный успех любительской эпохи пришёл к «Манстеру» в 1992 году. Сборная Австралии, будучи чемпионом мира по регби, вновь приехала на «Масгрейв Парк», чтобы вновь проиграть. Матч закончился победой хозяев 22:19, решающий дроп-гол был забит на последних минутах встречи, а во время игры чуть было не разгорелась драка. После матча главный тренер «Уоллабис» Боб Дуайер обвинил ирландцев в чересчур грубой игре, однако Гарретт Фицджеральд, тогда главный тренер, а ныне президент клуба, все обвинения назвал надуманными.

### Профессиональная эра
Первые годы профессионального регби

26 августа 1995 года Международный совет регби снял все ограничения по оплате труда спортсменов, и спорт, таким образом, стал профессиональным. Чтобы соответствовать новым реалиям, Ирландский регбийный союз преобразовал сборные провинций в профессиональные клубы, а также начал централизованно подписывать контракты с игроками и распределять их по четырём новым клубам.
«Манстер» начал выступать в Кубке Хейнекен — первом клубном еврокубке, однако в первые годы успехов добиться не удалось ни одной ирландской команде. Первый матч был сыгран 1 ноября на «Томонд Парк», гостями стали регбисты из валлийского «Суонси». Хозяева выиграли 17:13, но следующий матч против «Клермона» был проигран 12:19 и «Красная армия» из своей группы выйти не сумела. В последующие сезоны «Манстер» стабильно побеждал на домашнем стадионе, но проигрывал в гостях. 12 лет без еврокубковых поражений на «Томонд Парк» началась уже в самом первом розыгрыше Кубка Хейнекен. В розыгрыше 1998—1999 годов «Красная армия» впервые вышла из группы, но уже в четвертьфинале её остановил французский «Коломье».
Успехи: 1999—2008

В сезоне 1999—2000 клуб впервые вышел в финал Кубка Хейнекен. 27 мая 2000 года на «Туикенеме» сошлись «Манстер» и «Нортгемптон Сэйнтс». «Святые» сумели одержать тяжёлую победу 9:8 благодаря трём пенальти, забитыми Полом Грейсоном. В целом, матч был очень закрытыми, а команды большую часть времени боролись за контроль над игровыми зонами. На следующий год «Красная армия» сумела дойти только до полуфинала Кубка, где проиграла «Стад Франсе» со счётом 15:16 из-за отменённой судьёй попытки игрока ирландцев Джона О’Нила.
В 2001 году Ирландский регбийный союз присоединился к Кельтской лиге и провинциальные клубы начали играть в регулярном чемпионате с валлийскими и шотландскими командами. В первом же сезоне ирландские клубы доминировали в чемпионате — три из четырёх полуфиналистов были с «изумрудного острова». В полуфинале «Манстер» расправился с «Ольстером». Финальная встреча против «Ленстера» прошла в Дублине на «Лэнсдаун Роуд». Хозяева выиграли со счётом 24:20, причём большую часть времени играли в большинстве — скрам-хав «Манстера» получил красную карточку за нарушения в раке. В Кубке Хейнекен «Красная армия» вновь потерпела поражение в финале, на этот раз от «Лестер Тайгерс», единственным отличившимся в составе ирландцев был Ронан О’Гара, который забил три пенальти.
В 2003 году «Красная армия» впервые победила в Кельтской лиге. Финальный матч прошёл в Уэльсе на «Миллениуме», а соперником был «Нит». Ирландцы добились убедительной победы 37:17 и завоевали свой первый профессиональный трофей. После европейской кампании этого сезона у болельщиков «Манстера» появился ещё один повод для гордости. Перед последним матчем группового этапа клуб располагался на третьей строчки в таблице. Чтобы обеспечить себе место в четвертьфинале, ирландцы должны были выиграть «Глостер» с разницей в 27 очков и получить бонусный балл за 4 занесённые попытки. Та встреча закончилась победой со счётом 33:6, попытки занесли Джон Келли (дважды), Мосси Лоулер и Мик О’Дрисколл; встреча вошла в историю как The Miracle Match. После этого «Манстер» дошёл до полуфинала, где был бит будущим обладателем Кубка «Тулузой» со счётом 13:12.
Следующий сезон стал для «Красной армии» довольно разочаровывающим. В Кельтской лиге клуб забрался лишь на седьмую строчку, ниже расположились ещё два ирландских клуба — «Коннахт» и «Ленстер». В полуфинале Кубка Хейнекен «Манстер» проиграл «Уоспс» 32:37, а матч вошёл в историю как один из наиболее зрелищных и знаменитых камбэков в истории турнира. В сезоне 2004—2005 клуб финишировал вторым в Кельтской лиге (стадии плей-офф не было), а в Кубке Хейнекен выбыл уже в четвертьфинале. Матч прошёл на «Аноэте», впервые в истории турнира в Испании. Соперником выступил «Биарриц Олимпик» и выиграл 19:10.
Спустя год «Манстер» получил возможность отыграться за своё поражение в Испании — соперником вновь выступили французские баски. В этот раз на «Миллениуме», а на кону был уже сам кубок. 74 тысячи зрителей смотрели эту игру на стадионе, 50 тысяч из них болели за «Красную армию». Несмотря на хороший старт французов и раннюю попытку, ирландцы ответили двумя своими, а бьющий команды О’Гара не подвёл, выполнив 2 реализации и 3 штрафных. Матч закончился победой «Манстера» 23:19 и клуб впервые выиграл еврокубок. В Кельтской лиге три первых места заняли ирландские команды — «Ольстер», «Ленстер» и «Манстер» соответственно.
Сезон 2006—2007 получился для манстерцев неудачным на всех фронтах. В Кельтской лиге было достигнуто лишь шестое место из одиннадцати, из ирландских клубов хуже выступил только «Коннахт». На групповом этапе Кубка Хейнекен клуб потерпел первое за 12 лет поражение на «Томонд Парк» в турнире. Обидчиком выступил «Лестер Тайгерс». Кроме того, это был последний матч «Красной армии» на старом «Томонде» перед его крупномасштабной реконструкцией. Выступление команды в главном клубном европейском турнире закончилось поражением от «Лланелли Скарлетс» в четвертьфинале.
Одна из лучших команд континента: 2008—2014

Сезон 2007—2008 стал для «Манстера» отражением сезона 2005—2006. В Кельтской лиге клуб вновь занял третье место, но на этот раз менее убедительное, опередив «Эдинбург» лишь по дополнительным показателям. В Кубке Хейнекен «Красная армия» стала первой в группе с «Клермоном», «Уоспс» и «Скарлетс», а в плей-офф прошёл по очереди «Глостер» и «Сарацинов». Финал снова прошёл на «Миллениуме», а соперником стал один из сильнейших французских клубов «Тулуза». Матч закончился победой со счётом 16:13, «Манстер» второй раз за три года стал лучшей командой континента.
В следующем сезоне «Манстер» занял первое место в Кельтской лиге и во второй раз в своей истории стал победителем этого турнира. Единственным клубом, который мог догнать «Красную армию», был «Оспрейз», но валлийцы потерпели поражение за два тура до конца чемпионата и «Манстер» стал недосягаем для соперников. На европейской арене манстерцы сумели дойти до полуфинала, где потерпели поражение от «Ленстера» 6:25. Встреча прошла на самом вместительном стадионе Ирландии, «Кроук Парк», за ней наблюдали рекордные 82 тысячи человек.
В Кельтской лиге сезона 2009—2010 были возвращены матчи плей-офф. «Манстер» занял четвёртое место в регулярном чемпионате и в полуфинале попал на «Ленстер», матч закончился поражением «Красной армии» 15:16. В Кубке Хейнекен клуб попал в группу к «Сэйнтс», «Перпиньяну» и «Бенеттону», в которой занял первое место, выиграв 5 матчей из 6. В четвертьфинале были вновь обыграны «Сэйнтс» (33:19), а в полуфинале «Манстер» проиграл «Биаррицу» на «Аноэте» (7:18).
В следующем году клуб занял первое место в регулярной части Кельтской лиги, а в полуфинале победил «Оспрейз» со счётом 18:11, обе попытки занёс Дэнни Барнс. В финале «Красная армия» встретилась со своим извечным противником — «Ленстером». Встреча прошла при аншлаге на «Томонд Парк», хозяева в ней победили со счётом 19:9. Выступление в Кубке Хейнекен выдалось крайне неудачным — команда впервые за последние 13 сезонов не сумела выйти из группы, из-за чего попала во второй по статусу еврокубок — Европейский кубок вызова. В полуфинале этого турнира манстерцы проиграли «Харлекуинс» 12:20. 16 ноября 2010 года «Манстер» впервые с 1996 года встретился со сборной Австралии и сенсационно победил со счётом 15:6.
В Про12 (новое название Кельтской лиги) сезона 2011—2012 клуб занял третье место и в полуфинале попал на «Оспрейз» где будущие чемпионы разгромили манстерцев со счётом 45:10. В Кубке Хейнекен команда впервые в своей истории выиграла все матчи группы, одолев по два раза «Нортгемптон Сэйнтс», «Скарлетс» и «Кастр». Впрочем, это достижение не помогло завоевать Кубок в том сезоне — уже в четвертьфинале «Красная армия» на домашнем стадионе проиграла «Ольстеру», что стало первым с 1999 года попаданием этой команды в полуфинал турнира.
В следующем году «Манстер» провалил своё выступление в Про12, заняв лишь шестую позицию. В Кубке Хейнекен клуб попал в группу с «Сараценс», «Эдинбургом» и «Расингом». «Манстер» выиграл 3 матча и проиграл 2, а в последней встрече группового этапе клуб должен был выигрывать «Расинг» с бонусным очком за атаку, чтобы выйти в четвертьфинал. Матч закончился победой 29:6, клуб занёс 5 попыток, причём Саймон Зебо сделал хет-трик. В четвертьфинале был обыгран «Харлекуинс» (18:12), но затем «Красная армия» проиграла «Клермону» со счётом 10:16. В том же сезоне 10 апреля 2013 года академия клуба «Манстер» приняла у себя дома российский клуб «Енисей-СТМ» и уступила ему 20:28.
Сезон 2013—2014 вновь не принёс команде титулов. В Про12 «Манстер» занял третье место, но в полуфинале уступил «Глазго Уорриорз». В последнем в истории розыгрыше Кубка Хейнекен «Красная армия» без особых проблем дошла до полуфинала, где вновь проиграла французскому клубу, на этот раз «Тулону». Уже в середине сезона стало известно об уходе главного тренера клуба Роба Пенни. Его будущим сменщиком был назван Энтони Фоли, бывший игрок и легенда клуба.
Последующие годы: с 2014

С сезона 2014—2015 главный европейский турнир сменил своё название и организатора, став Кубком европейских чемпионов. «Манстер» попал в группу к «Сарацинам», «Клермону» и «Сейл Шаркс». Клуб выступал очень неровно, в матче 3 раунда против «Клермона» команда проиграла на «Томонд Парке», что стало первым домашним поражением «Манстера» от французского клуба за всю историю соревнования. В 6 раунде клуб добился своей сотой еврокубковой победы — с разгромным счётом 65:10 был обыгран «Сейл Шаркс». Впрочем, эта юбилейная победа не помогла «Манстеру» выйти из группы, что случилось лишь во второй раз за 17 сезонов. В Про12 «Красная армия» заняла вторую строчку и вышла в плей-офф, где в полуфинале обыграла «Оспрейз» (21:18). В финале клуб вновь сыграл с «Глазго Уорриорз» и потерпел поражение 13:31, это было первое чемпионство для клубов из Шотландии в истории турнира.
Следующий сезон вышел для «Манстера» одним из самых разочаровывающих в профессиональной эпохе. Клуб не сумел выйти из группы Кубка европейских чемпионов, выиграв всего три игры. В Про12 команда заняла 6 место, став последней среди ирландских клубов, и не сумела пробиться в плей-офф.
В сезоне 2016—2017 команда попала в группу к «Расингу», «Лестер Тайгерс» и «Глазго Уорриорз». В ночь перед игрой первого раунда против «Расинга» скончался главный тренер «Красной армии» Энтони Фоли. Несмотря на этот удар манстерцы сумели провести убедительный сезон — они вышли в плей-офф обоих турниров, но везде уступили. В полуфинале Кубка чемпионов ирландцы потерпели поражение от «Сарацинов», а в решающем матче Про12 от «Скарлетс».

## Символика клуба
Традиционной эмблемой клуба был стилизованный флаг Манстера, на котором изображены три короны золотистого цвета на синем фоне. Предполагается, что короны обозначали три наиболее влиятельных рода, правивших этими землями в Средневековье: О’Брайен (Томонд), Фицджеральд (Десмонд) и Батлер (Ормонд). Логотип был обновлён в 2003 году, на него добавили изображение оленя, который обозначает четвёртую династию этого региона — Маккарти. Кроме того, в качестве девиза клуба был взят девиз Маккарти — Для мужественного и стойкого нет трудностей (лат. Forti et Fideli nihil difficile). Традиционные цвета клуба — красный и белый, из-за чего команда носит прозвище «красная армия». В настоящее время комплект состоит из красной регбийки, белых трусов и красных гетр. Техническим спонсором команды является фирма Adidas, а титульным — Bank of Ireland. На внутренней поверхности воротника нанесён девиз клуба и названия всех шести графств провинции.

## Стадионы
«Манстер» проводит бо́льшую часть своих домашних матчей в Лимерике на «Томонд Парк», вмещающем 25 600 зрителей. Команда играет на этом стадионе с 1938 года. В 2008 году стадион был реконструирован, на нём были построены две больших трибуны общей вместимостью 15 тысяч человек. Именно на этом стадионе клуб установил свой рекорд в 12 сезонов без домашних поражений в Кубке Хейнекен. «Томонд Парк» известен своей атмосферой. Болельщики на стадионе молчат во время исполнения реализации или пенальти. Кроме того, некоторые матчи «Манстера» проходят в Корке на «Масгрейв Парк» (по спонсорским причинам — «Айриш Индепендент Парк»), вмещающем 9 500 зрителей.
- Стадионы «Манстера»
- «Томонд Парк», 25 600 зрителей.
- «Айриш Индепендент Парк», 9 500 зрителей.

## Болельщики
«Манстер» — один из самых популярных клубов Ирландии и Европы. Матчи плей-офф еврокубков и Про12 с участием клуба часто собирают на стадионах аншлаги. В финале Кубка Хейнекен 2005—2006 против «Биаррица» аудитория составила около 74 тысяч человек, из которых более 50 тысяч поддерживали «Красную армию». Полуфинальная встреча 2008—2009 с «Ленстером» собрала на «Кроук Парк» более 82 тысяч человек.
В официальном клубе болельщиков «Манстера» состоит около 10 тысяч человек, задачи клуба — объединение болельщиков команды по всему миру, организация выездов на гостевые матчи, а также проведение различных акций, в том числе с участием игроков и персонала клуба. У организации также есть свои филиалы в Дублине, Лондоне, Брюсселе, Сиднее и США.
Во время исполнения реализаций или пенальти на «Томонд Парк» болельщики сохраняют полнейшую тишину. Также фанаты «Манстера» известны своим пением. Наиболее прочно с клубом ассоциируются The Fields of Athenry (ирландская народная песня) и Stand Up and Fight (из мюзикла «Кармен Джонс»), которая стала синонимом борьбы клуба.

## Достижения
Кельтская лига/Про14
- Победители (4): 2002/03, 2008/09, 2010/11, 2022/23
- Вице-чемпионы (4): 2001/02, 2004/05, 2014/15, 2016/17

 Кубок Хейнекен/Кубок европейских чемпионов
- Победители (2): 2005/06, 2007/08
- Финалисты (2): 1999/2000, 2001/02

## Результаты по сезонам

### Кельтская лига /Про14
| Сезон   | Место          | Игр                               | Побед                             | Вничью                            | Поражений                         | Бонусы                            | Очки                              |                                   |                                   |
| ------- | -------------- | --------------------------------- | --------------------------------- | --------------------------------- | --------------------------------- | --------------------------------- | --------------------------------- | --------------------------------- | --------------------------------- |
| 2001/02 | 1-е (группа B) | 6                                 | 5                                 | 0                                 | 1                                 | 0                                 | 15                                |                                   |                                   |
| 2001/02 | Четвертьфинал  | «Манстер» 16:3 «Лланелли»         | «Манстер» 16:3 «Лланелли»         | «Манстер» 16:3 «Лланелли»         | «Манстер» 16:3 «Лланелли»         | «Манстер» 16:3 «Лланелли»         | «Манстер» 16:3 «Лланелли»         | «Манстер» 16:3 «Лланелли»         | «Манстер» 16:3 «Лланелли»         |
| 2001/02 | Полуфинал      | «Манстер» 15:9 «Ольстер»          | «Манстер» 15:9 «Ольстер»          | «Манстер» 15:9 «Ольстер»          | «Манстер» 15:9 «Ольстер»          | «Манстер» 15:9 «Ольстер»          | «Манстер» 15:9 «Ольстер»          | «Манстер» 15:9 «Ольстер»          | «Манстер» 15:9 «Ольстер»          |
| 2001/02 | Финал          | «Ленстер» 24:20 «Манстер»         | «Ленстер» 24:20 «Манстер»         | «Ленстер» 24:20 «Манстер»         | «Ленстер» 24:20 «Манстер»         | «Ленстер» 24:20 «Манстер»         | «Ленстер» 24:20 «Манстер»         | «Ленстер» 24:20 «Манстер»         | «Ленстер» 24:20 «Манстер»         |
| 2002/03 | 1-е (группа A) | 7                                 | 6                                 | 0                                 | 1                                 | 4                                 | 28                                |                                   |                                   |
| 2002/03 | Четвертьфинал  | «Манстер» 33:3 «Коннахт»          | «Манстер» 33:3 «Коннахт»          | «Манстер» 33:3 «Коннахт»          | «Манстер» 33:3 «Коннахт»          | «Манстер» 33:3 «Коннахт»          | «Манстер» 33:3 «Коннахт»          | «Манстер» 33:3 «Коннахт»          | «Манстер» 33:3 «Коннахт»          |
| 2002/03 | Полуфинал      | «Манстер» 42:10 «Ольстер»         | «Манстер» 42:10 «Ольстер»         | «Манстер» 42:10 «Ольстер»         | «Манстер» 42:10 «Ольстер»         | «Манстер» 42:10 «Ольстер»         | «Манстер» 42:10 «Ольстер»         | «Манстер» 42:10 «Ольстер»         | «Манстер» 42:10 «Ольстер»         |
| 2002/03 | Финал          | «Нит» 17:37 «Манстер»             | «Нит» 17:37 «Манстер»             | «Нит» 17:37 «Манстер»             | «Нит» 17:37 «Манстер»             | «Нит» 17:37 «Манстер»             | «Нит» 17:37 «Манстер»             | «Нит» 17:37 «Манстер»             | «Нит» 17:37 «Манстер»             |
| 2003/04 | 7-е            | 22                                | 10                                | 0                                 | 12                                | 11                                | 51                                |                                   |                                   |
| 2004/05 | 2-е            | 20                                | 15                                | 1                                 | 4                                 | 7                                 | 69                                |                                   |                                   |
| 2005/06 | 3-е            | 20                                | 12                                | 0                                 | 8                                 | 10                                | 58                                |                                   |                                   |
| 2006/07 | 6-е            | 20                                | 12                                | 0                                 | 8                                 | 6                                 | 54                                |                                   |                                   |
| 2007/08 | 3-е            | 18                                | 10                                | 1                                 | 7                                 | 6                                 | 48                                |                                   |                                   |
| 2008/09 | 1-е            | 18                                | 14                                | 0                                 | 4                                 | 8                                 | 63                                |                                   |                                   |
| 2009/10 | 4-е            | 18                                | 9                                 | 0                                 | 9                                 | 9                                 | 45                                |                                   |                                   |
| 2009/10 | Полуфинал      | «Ленстер» 16:6 «Манстер»          | «Ленстер» 16:6 «Манстер»          | «Ленстер» 16:6 «Манстер»          | «Ленстер» 16:6 «Манстер»          | «Ленстер» 16:6 «Манстер»          | «Ленстер» 16:6 «Манстер»          | «Ленстер» 16:6 «Манстер»          | «Ленстер» 16:6 «Манстер»          |
| 2010/11 | 1-е            | 22                                | 19                                | 0                                 | 3                                 | 7                                 | 83                                |                                   |                                   |
| 2010/11 | Полуфинал      | «Манстер» 18:11 «Оспрейз»         | «Манстер» 18:11 «Оспрейз»         | «Манстер» 18:11 «Оспрейз»         | «Манстер» 18:11 «Оспрейз»         | «Манстер» 18:11 «Оспрейз»         | «Манстер» 18:11 «Оспрейз»         | «Манстер» 18:11 «Оспрейз»         | «Манстер» 18:11 «Оспрейз»         |
| 2010/11 | Финал          | «Манстер» 19:9 «Ленстер»          | «Манстер» 19:9 «Ленстер»          | «Манстер» 19:9 «Ленстер»          | «Манстер» 19:9 «Ленстер»          | «Манстер» 19:9 «Ленстер»          | «Манстер» 19:9 «Ленстер»          | «Манстер» 19:9 «Ленстер»          | «Манстер» 19:9 «Ленстер»          |
| 2011/12 | 3-е            | 22                                | 14                                | 1                                 | 7                                 | 9                                 | 67                                |                                   |                                   |
| 2011/12 | Полуфинал      | «Оспрейз» 45:10 «Манстер»         | «Оспрейз» 45:10 «Манстер»         | «Оспрейз» 45:10 «Манстер»         | «Оспрейз» 45:10 «Манстер»         | «Оспрейз» 45:10 «Манстер»         | «Оспрейз» 45:10 «Манстер»         | «Оспрейз» 45:10 «Манстер»         | «Оспрейз» 45:10 «Манстер»         |
| 2012/13 | 6-е            | 22                                | 11                                | 1                                 | 10                                | 8                                 | 54                                |                                   |                                   |
| 2013/14 | 3-е            | 22                                | 16                                | 0                                 | 6                                 | 10                                | 74                                |                                   |                                   |
| 2013/14 | Полуфинал      | «Глазго Уорриорз» 16:15 «Манстер» | «Глазго Уорриорз» 16:15 «Манстер» | «Глазго Уорриорз» 16:15 «Манстер» | «Глазго Уорриорз» 16:15 «Манстер» | «Глазго Уорриорз» 16:15 «Манстер» | «Глазго Уорриорз» 16:15 «Манстер» | «Глазго Уорриорз» 16:15 «Манстер» | «Глазго Уорриорз» 16:15 «Манстер» |
| 2014/15 | 2-е            | 22                                | 15                                | 2                                 | 5                                 | 11                                | 75                                |                                   |                                   |
| 2014/15 | Полуфинал      | «Манстер» 21:18 «Оспрейз»         | «Манстер» 21:18 «Оспрейз»         | «Манстер» 21:18 «Оспрейз»         | «Манстер» 21:18 «Оспрейз»         | «Манстер» 21:18 «Оспрейз»         | «Манстер» 21:18 «Оспрейз»         | «Манстер» 21:18 «Оспрейз»         | «Манстер» 21:18 «Оспрейз»         |
| 2014/15 | Финал          | «Манстер» 13:31 «Глазго Уорриорз» | «Манстер» 13:31 «Глазго Уорриорз» | «Манстер» 13:31 «Глазго Уорриорз» | «Манстер» 13:31 «Глазго Уорриорз» | «Манстер» 13:31 «Глазго Уорриорз» | «Манстер» 13:31 «Глазго Уорриорз» | «Манстер» 13:31 «Глазго Уорриорз» | «Манстер» 13:31 «Глазго Уорриорз» |
| 2015/16 | 6-е            | 22                                | 13                                | 0                                 | 9                                 | 11                                | 63                                |                                   |                                   |
| 2016/17 | 1-е            | 22                                | 19                                | 0                                 | 3                                 | 10                                | 86                                |                                   |                                   |
| 2016/17 | Полуфинал      | «Манстер» 22:3 «Оспрейз»          | «Манстер» 22:3 «Оспрейз»          | «Манстер» 22:3 «Оспрейз»          | «Манстер» 22:3 «Оспрейз»          | «Манстер» 22:3 «Оспрейз»          | «Манстер» 22:3 «Оспрейз»          | «Манстер» 22:3 «Оспрейз»          | «Манстер» 22:3 «Оспрейз»          |
| 2016/17 | Финал          | «Манстер» 22:46 «Скарлетс»        | «Манстер» 22:46 «Скарлетс»        | «Манстер» 22:46 «Скарлетс»        | «Манстер» 22:46 «Скарлетс»        | «Манстер» 22:46 «Скарлетс»        | «Манстер» 22:46 «Скарлетс»        | «Манстер» 22:46 «Скарлетс»        | «Манстер» 22:46 «Скарлетс»        |

### Еврокубки
| Сезон         | Группа/раунд  | Позиций                                | Игр                                    | Побед                                  | Вничью                                 | Поражений                              | Бонусы                                 | Очки                                   |                            |
| ------------- | ------------- | -------------------------------------- | -------------------------------------- | -------------------------------------- | -------------------------------------- | -------------------------------------- | -------------------------------------- | -------------------------------------- | -------------------------- |
| 1995/96       | Группа 4      | 2                                      | 2                                      | 1                                      | 0                                      | 1                                      | -                                      | 2                                      |                            |
| 1996/97       | Группа 4      | 4                                      | 4                                      | 2                                      | 0                                      | 2                                      | -                                      | 4                                      |                            |
| 1997/98       | Группа 4      | 4                                      | 6                                      | 2                                      | 0                                      | 4                                      | -                                      | 4                                      |                            |
| 1998/99       | Группа 2      | 2                                      | 6                                      | 4                                      | 1                                      | 1                                      | -                                      | 9                                      |                            |
| 1998/99       | Четвертьфинал | «Коломье» 23 — 9 «Манстер»             | «Коломье» 23 — 9 «Манстер»             | «Коломье» 23 — 9 «Манстер»             | «Коломье» 23 — 9 «Манстер»             | «Коломье» 23 — 9 «Манстер»             | «Коломье» 23 — 9 «Манстер»             | «Коломье» 23 — 9 «Манстер»             | «Коломье» 23 — 9 «Манстер» |
| 1999/2000     | Группа 4      | 1                                      | 6                                      | 5                                      | 0                                      | 1                                      | -                                      | 10                                     |                            |
| 1999/2000     | Четвертьфинал | «Манстер» 27 — 10 «Стад Франсе»        | «Манстер» 27 — 10 «Стад Франсе»        | «Манстер» 27 — 10 «Стад Франсе»        | «Манстер» 27 — 10 «Стад Франсе»        | «Манстер» 27 — 10 «Стад Франсе»        | «Манстер» 27 — 10 «Стад Франсе»        | «Манстер» 27 — 10 «Стад Франсе»        |                            |
| 1999/2000     | Полуфинал     | «Тулуза» 25 — 31 «Манстер»             | «Тулуза» 25 — 31 «Манстер»             | «Тулуза» 25 — 31 «Манстер»             | «Тулуза» 25 — 31 «Манстер»             | «Тулуза» 25 — 31 «Манстер»             | «Тулуза» 25 — 31 «Манстер»             | «Тулуза» 25 — 31 «Манстер»             |                            |
| 1999/2000     | Финал         | «Нортгемптон Сэйнтс» 9 — 8 «Манстер»   | «Нортгемптон Сэйнтс» 9 — 8 «Манстер»   | «Нортгемптон Сэйнтс» 9 — 8 «Манстер»   | «Нортгемптон Сэйнтс» 9 — 8 «Манстер»   | «Нортгемптон Сэйнтс» 9 — 8 «Манстер»   | «Нортгемптон Сэйнтс» 9 — 8 «Манстер»   | «Нортгемптон Сэйнтс» 9 — 8 «Манстер»   |                            |
| 2000/01       | Группа 4      | 1                                      | 6                                      | 5                                      | 0                                      | 1                                      | -                                      | 10                                     |                            |
| 2000/01       | Четвертьфинал | «Манстер» 38 — 29 «Биарриц»            | «Манстер» 38 — 29 «Биарриц»            | «Манстер» 38 — 29 «Биарриц»            | «Манстер» 38 — 29 «Биарриц»            | «Манстер» 38 — 29 «Биарриц»            | «Манстер» 38 — 29 «Биарриц»            | «Манстер» 38 — 29 «Биарриц»            |                            |
| 2000/01       | Полуфинал     | «Стад Франсе» 16 — 15 «Манстер»        | «Стад Франсе» 16 — 15 «Манстер»        | «Стад Франсе» 16 — 15 «Манстер»        | «Стад Франсе» 16 — 15 «Манстер»        | «Стад Франсе» 16 — 15 «Манстер»        | «Стад Франсе» 16 — 15 «Манстер»        | «Стад Франсе» 16 — 15 «Манстер»        |                            |
| 2001/02       | Группа4       | 2                                      | 6                                      | 5                                      | 0                                      | 1                                      | -                                      | 10                                     |                            |
| 2001/02       | Четвертьфинал | «Стад Франсе» 14 — 16 «Манстер»        | «Стад Франсе» 14 — 16 «Манстер»        | «Стад Франсе» 14 — 16 «Манстер»        | «Стад Франсе» 14 — 16 «Манстер»        | «Стад Франсе» 14 — 16 «Манстер»        | «Стад Франсе» 14 — 16 «Манстер»        | «Стад Франсе» 14 — 16 «Манстер»        |                            |
| 2001/02       | Полуфинал     | «Кастр» 17 — 25 «Манстер»              | «Кастр» 17 — 25 «Манстер»              | «Кастр» 17 — 25 «Манстер»              | «Кастр» 17 — 25 «Манстер»              | «Кастр» 17 — 25 «Манстер»              | «Кастр» 17 — 25 «Манстер»              | «Кастр» 17 — 25 «Манстер»              |                            |
| 2001/02       | Финал         | «Лестер Тайгерс» 15 — 9 «Манстер»      | «Лестер Тайгерс» 15 — 9 «Манстер»      | «Лестер Тайгерс» 15 — 9 «Манстер»      | «Лестер Тайгерс» 15 — 9 «Манстер»      | «Лестер Тайгерс» 15 — 9 «Манстер»      | «Лестер Тайгерс» 15 — 9 «Манстер»      | «Лестер Тайгерс» 15 — 9 «Манстер»      |                            |
| 2002/03       | Группа 2      | 2                                      | 6                                      | 4                                      | 0                                      | 2                                      | -                                      | 8                                      |                            |
| 2002/03       | Четвертьфинал | «Лестер Тайгерс» 7 — 20 «Манстер»      | «Лестер Тайгерс» 7 — 20 «Манстер»      | «Лестер Тайгерс» 7 — 20 «Манстер»      | «Лестер Тайгерс» 7 — 20 «Манстер»      | «Лестер Тайгерс» 7 — 20 «Манстер»      | «Лестер Тайгерс» 7 — 20 «Манстер»      | «Лестер Тайгерс» 7 — 20 «Манстер»      |                            |
| 2002/03       | Полуфинал     | «Тулуза» 13 — 12 «Манстер»             | «Тулуза» 13 — 12 «Манстер»             | «Тулуза» 13 — 12 «Манстер»             | «Тулуза» 13 — 12 «Манстер»             | «Тулуза» 13 — 12 «Манстер»             | «Тулуза» 13 — 12 «Манстер»             | «Тулуза» 13 — 12 «Манстер»             |                            |
| 2003/04       | Группа 5      | 1                                      | 6                                      | 5                                      | 0                                      | 1                                      | 4                                      | 24                                     |                            |
| 2003/04       | Четвертьфинал | «Манстер» 37 — 32 «Стад Франсе»        | «Манстер» 37 — 32 «Стад Франсе»        | «Манстер» 37 — 32 «Стад Франсе»        | «Манстер» 37 — 32 «Стад Франсе»        | «Манстер» 37 — 32 «Стад Франсе»        | «Манстер» 37 — 32 «Стад Франсе»        | «Манстер» 37 — 32 «Стад Франсе»        |                            |
| 2003/04       | Полуфинал     | «Манстер» 32 — 37 «Лондон Уоспс»       | «Манстер» 32 — 37 «Лондон Уоспс»       | «Манстер» 32 — 37 «Лондон Уоспс»       | «Манстер» 32 — 37 «Лондон Уоспс»       | «Манстер» 32 — 37 «Лондон Уоспс»       | «Манстер» 32 — 37 «Лондон Уоспс»       | «Манстер» 32 — 37 «Лондон Уоспс»       |                            |
| 2004/05       | Группа 4      | 1                                      | 6                                      | 5                                      | 0                                      | 1                                      | 2                                      | 22                                     |                            |
| 2004/05       | Четвертьфинал | «Биарриц» 19 — 10 «Манстер»            | «Биарриц» 19 — 10 «Манстер»            | «Биарриц» 19 — 10 «Манстер»            | «Биарриц» 19 — 10 «Манстер»            | «Биарриц» 19 — 10 «Манстер»            | «Биарриц» 19 — 10 «Манстер»            | «Биарриц» 19 — 10 «Манстер»            |                            |
| 2005/06       | Группа 1      | 1                                      | 6                                      | 5                                      | 0                                      | 1                                      | 3                                      | 23                                     |                            |
| 2005/06       | Четвертьфинал | «Манстер» 19 — 10 «Перпиньян»          | «Манстер» 19 — 10 «Перпиньян»          | «Манстер» 19 — 10 «Перпиньян»          | «Манстер» 19 — 10 «Перпиньян»          | «Манстер» 19 — 10 «Перпиньян»          | «Манстер» 19 — 10 «Перпиньян»          | «Манстер» 19 — 10 «Перпиньян»          |                            |
| 2005/06       | Полуфинал     | «Ленстер» 6 — 30 «Манстер»             | «Ленстер» 6 — 30 «Манстер»             | «Ленстер» 6 — 30 «Манстер»             | «Ленстер» 6 — 30 «Манстер»             | «Ленстер» 6 — 30 «Манстер»             | «Ленстер» 6 — 30 «Манстер»             | «Ленстер» 6 — 30 «Манстер»             |                            |
| 2005/06       | Финал         | «Биарриц» 19 — 23 «Манстер»            | «Биарриц» 19 — 23 «Манстер»            | «Биарриц» 19 — 23 «Манстер»            | «Биарриц» 19 — 23 «Манстер»            | «Биарриц» 19 — 23 «Манстер»            | «Биарриц» 19 — 23 «Манстер»            | «Биарриц» 19 — 23 «Манстер»            |                            |
| 2006/07       | Группа 4      | 2                                      | 6                                      | 5                                      | 0                                      | 1                                      | 3                                      | 23                                     |                            |
| 2006/07       | Четвертьфинал | «Лланелли Скарлетс» 24 — 15 «Манстер»  | «Лланелли Скарлетс» 24 — 15 «Манстер»  | «Лланелли Скарлетс» 24 — 15 «Манстер»  | «Лланелли Скарлетс» 24 — 15 «Манстер»  | «Лланелли Скарлетс» 24 — 15 «Манстер»  | «Лланелли Скарлетс» 24 — 15 «Манстер»  | «Лланелли Скарлетс» 24 — 15 «Манстер»  |                            |
| 2007/08       | Группа 5      | 1                                      | 6                                      | 4                                      | 0                                      | 2                                      | 3                                      | 19                                     |                            |
| 2007/08       | Четвертьфинал | «Глостер» 3 — 16 «Манстер»             | «Глостер» 3 — 16 «Манстер»             | «Глостер» 3 — 16 «Манстер»             | «Глостер» 3 — 16 «Манстер»             | «Глостер» 3 — 16 «Манстер»             | «Глостер» 3 — 16 «Манстер»             | «Глостер» 3 — 16 «Манстер»             |                            |
| 2007/08       | Полуфинал     | «Сэрасинс» 16 — 18 «Манстер»           | «Сэрасинс» 16 — 18 «Манстер»           | «Сэрасинс» 16 — 18 «Манстер»           | «Сэрасинс» 16 — 18 «Манстер»           | «Сэрасинс» 16 — 18 «Манстер»           | «Сэрасинс» 16 — 18 «Манстер»           | «Сэрасинс» 16 — 18 «Манстер»           |                            |
| 2007/08       | Финал         | «Тулуза» 13 — 16 «Манстер»             | «Тулуза» 13 — 16 «Манстер»             | «Тулуза» 13 — 16 «Манстер»             | «Тулуза» 13 — 16 «Манстер»             | «Тулуза» 13 — 16 «Манстер»             | «Тулуза» 13 — 16 «Манстер»             | «Тулуза» 13 — 16 «Манстер»             |                            |
| 2008/09       | Группа 1      | 1                                      | 6                                      | 5                                      | 0                                      | 1                                      | 3                                      | 23                                     |                            |
| 2008/09       | Четвертьфинал | «Манстер» 43 — 9 «Оспрейз»             | «Манстер» 43 — 9 «Оспрейз»             | «Манстер» 43 — 9 «Оспрейз»             | «Манстер» 43 — 9 «Оспрейз»             | «Манстер» 43 — 9 «Оспрейз»             | «Манстер» 43 — 9 «Оспрейз»             | «Манстер» 43 — 9 «Оспрейз»             |                            |
| 2008/09       | Полуфинал     | «Манстер» 6 — 25 «Ленстер»             | «Манстер» 6 — 25 «Ленстер»             | «Манстер» 6 — 25 «Ленстер»             | «Манстер» 6 — 25 «Ленстер»             | «Манстер» 6 — 25 «Ленстер»             | «Манстер» 6 — 25 «Ленстер»             | «Манстер» 6 — 25 «Ленстер»             |                            |
| 2009/10       | Группа 1      | 1                                      | 6                                      | 5                                      | 0                                      | 1                                      | 4                                      | 24                                     |                            |
| 2009/10       | Четвертьфинал | «Манстер» 33 — 19 «Нортгемптон Сэйнтс» | «Манстер» 33 — 19 «Нортгемптон Сэйнтс» | «Манстер» 33 — 19 «Нортгемптон Сэйнтс» | «Манстер» 33 — 19 «Нортгемптон Сэйнтс» | «Манстер» 33 — 19 «Нортгемптон Сэйнтс» | «Манстер» 33 — 19 «Нортгемптон Сэйнтс» | «Манстер» 33 — 19 «Нортгемптон Сэйнтс» |                            |
| 2009/10       | Полуфинал     | «Биарриц» 18 — 7 «Манстер»             | «Биарриц» 18 — 7 «Манстер»             | «Биарриц» 18 — 7 «Манстер»             | «Биарриц» 18 — 7 «Манстер»             | «Биарриц» 18 — 7 «Манстер»             | «Биарриц» 18 — 7 «Манстер»             | «Биарриц» 18 — 7 «Манстер»             |                            |
| 2010/11 (КХ)  | Группа 3      | 2                                      | 6                                      | 3                                      | 0                                      | 3                                      | 4                                      | 16                                     |                            |
| 2010/11 (ЕКВ) | Четвертьфинал | «Брив» 37 — 42 «Манстер»               | «Брив» 37 — 42 «Манстер»               | «Брив» 37 — 42 «Манстер»               | «Брив» 37 — 42 «Манстер»               | «Брив» 37 — 42 «Манстер»               | «Брив» 37 — 42 «Манстер»               | «Брив» 37 — 42 «Манстер»               |                            |
| 2010/11 (ЕКВ) | Полуфинал     | «Манстер» 12 — 20 «Харлекуинс»         | «Манстер» 12 — 20 «Харлекуинс»         | «Манстер» 12 — 20 «Харлекуинс»         | «Манстер» 12 — 20 «Харлекуинс»         | «Манстер» 12 — 20 «Харлекуинс»         | «Манстер» 12 — 20 «Харлекуинс»         | «Манстер» 12 — 20 «Харлекуинс»         |                            |
| 2011/12       | Группа 1      | 1                                      | 6                                      | 6                                      | 0                                      | 0                                      | 1                                      | 25                                     |                            |
| 2011/12       | Четвертьфинал | «Манстер» 16 — 22 «Ольстер»            | «Манстер» 16 — 22 «Ольстер»            | «Манстер» 16 — 22 «Ольстер»            | «Манстер» 16 — 22 «Ольстер»            | «Манстер» 16 — 22 «Ольстер»            | «Манстер» 16 — 22 «Ольстер»            | «Манстер» 16 — 22 «Ольстер»            |                            |
| 2012/13       | Группа 1      | 2                                      | 6                                      | 4                                      | 0                                      | 2                                      | 4                                      | 20                                     |                            |
| 2012/13       | Четвертьфинал | «Харлекуинс» 12:18 «Манстер»           | «Харлекуинс» 12:18 «Манстер»           | «Харлекуинс» 12:18 «Манстер»           | «Харлекуинс» 12:18 «Манстер»           | «Харлекуинс» 12:18 «Манстер»           | «Харлекуинс» 12:18 «Манстер»           | «Харлекуинс» 12:18 «Манстер»           |                            |
| 2012/13       | Полуфинал     | «Клермон Овернь» 16:10 «Манстер»       | «Клермон Овернь» 16:10 «Манстер»       | «Клермон Овернь» 16:10 «Манстер»       | «Клермон Овернь» 16:10 «Манстер»       | «Клермон Овернь» 16:10 «Манстер»       | «Клермон Овернь» 16:10 «Манстер»       | «Клермон Овернь» 16:10 «Манстер»       |                            |
| 2013/14       | Группа 6      | 1                                      | 6                                      | 5                                      | 0                                      | 1                                      | 3                                      | 23                                     |                            |
| 2013/14       | Четвертьфинал | «Манстер» 47:23 «Тулуза»               | «Манстер» 47:23 «Тулуза»               | «Манстер» 47:23 «Тулуза»               | «Манстер» 47:23 «Тулуза»               | «Манстер» 47:23 «Тулуза»               | «Манстер» 47:23 «Тулуза»               | «Манстер» 47:23 «Тулуза»               |                            |
| 2013/14       | Полуфинал     | «Тулон» 24:16 «Манстер»                | «Тулон» 24:16 «Манстер»                | «Тулон» 24:16 «Манстер»                | «Тулон» 24:16 «Манстер»                | «Тулон» 24:16 «Манстер»                | «Тулон» 24:16 «Манстер»                | «Тулон» 24:16 «Манстер»                |                            |
| 2014/15       | Группа 1      | 3                                      | 6                                      | 3                                      | 0                                      | 3                                      | 3                                      | 15                                     |                            |
| 2015/16       | Группа 4      | 3                                      | 6                                      | 3                                      | 0                                      | 3                                      | 3                                      | 15                                     |                            |
| 2016/17       | Группа 1      | 1                                      | 6                                      | 5                                      | 0                                      | 1                                      | 4                                      | 24                                     |                            |
| 2016/17       | Четфертьфинал | «Манстер» 41:16 «Тулуза»               | «Манстер» 41:16 «Тулуза»               | «Манстер» 41:16 «Тулуза»               | «Манстер» 41:16 «Тулуза»               | «Манстер» 41:16 «Тулуза»               | «Манстер» 41:16 «Тулуза»               | «Манстер» 41:16 «Тулуза»               |                            |
| 2016/17       | Полуфинал     | «Манстер» 10:26 «Сарацины»             | «Манстер» 10:26 «Сарацины»             | «Манстер» 10:26 «Сарацины»             | «Манстер» 10:26 «Сарацины»             | «Манстер» 10:26 «Сарацины»             | «Манстер» 10:26 «Сарацины»             | «Манстер» 10:26 «Сарацины»             |                            |

## Игроки

### Текущий состав
Состав «Манстера» в сезоне 2017/18.

### «Британские и ирландские львы»
Перечисленные игроки «Манстера» представляли сборную команду «Британских и ирландских львов»:
| - У. Дж. Эшби: 1910 - Оливер Пайпер: 1910 - Майкл Брэдли: 1924 - Уильям Роук: 1924 - Мик Лейн: 1950 - Том Клиффорд: 1950 - Джим Маккарти: 1950 - Том Рейд: 1955 - Майкл Инглиш: 1959 - Гордон Вуд: 1959 - Ноэл Мёрфи: 1959, 1966 | - Том Кирнан: 1962, 1968 - Джерри Уолш: 1966 - Барри Бреснайан: 1966, 1968 - Мик Дойл: 1968 - Мосс Кин: 1974, 1977 - Колм Такер: 1980 - Тони Уорд: 1980 - Майк Кирнан: 1983 - Джерри Маклафлин: 1983 - Донал Лениэн: 1983, 1989 - Мик Голуи: 1993 | - Ричард Уоллес: 1993 - Кит Вуд: 1997, 2001 - Роб Хендерсон: 2001 - Ронан О'Гара: 2001, 2005, 2009 - Дэвид Уоллес: 2001, 2009 - Джон Хейс: 2005, 2009 - Доннча О’Каллаган: 2005, 2009 - Пол О’Коннелл: 2005, 2009 - Кит Эрлс: 2009 - Коннор Мюррей: 2013, 2017 - Саймон Зебо: 2013 | - Питер О’Мэхони: 2017 - Си-Джей Стендер: 2017 |

### Клуб «200»
Регбисты, которые провели за «Манстер» 200 и более матчей:
- Доннча О’Каллаган: 268 игр (1998—2015)
- Ронан О’Гара: 236 игр (1997—2013)
- Питер Стрингер: 230 игр (1998—2013)
- Маркус Оурэн: 218 игр (1999—2013)
- Джон Хейс: 212 игр (1998—2011)
- Алан Куинлан: 206 игр (1996—2011)
- Мик О’Дрисколл: 203 игр (1998—2003, 2005—2012)

## ERC Elite Awards

### Команда
- Командная награда за 150 матчей «Манстера» в еврокубках[80].

### Игроки
| Игрок года: - Ронан О’Гара (2010). | Дрим-тим: - Ронан О’Гара; - Дэвид Уоллес; - Энтони Фоли. | 500 очков: - Ронан О’Гара (1365). | 100 появлений на поле: - Ронан О’Гара (110); - Джон Хейс (101). | 50 появлений на поле: - Доннча О’Каллаган (97); - Питер Стрингер (90); - Энтони Фоли (86); - Дэвид Уоллес (86); - Маркус Оурэн (84); - Пол О’Коннелл (82); - Алан Куинлан (78); - Джон Келли (67); - Мик О’Дрисколл (62); - Шон Пейн (55); - Фрэнки Шинан (55). |

## Команда года в Про12
| Сезон   | Ирландские игроки                                    | Иностранные игроки           |
| ------- | ---------------------------------------------------- | ---------------------------- |
| 2007/08 | ——                                                   | Лифеими Мафи                 |
| 2008/09 | Ронан О’Гара Джерри Фланнери Пол О’Коннелл           | Лифеими Мафи                 |
| 2009/10 | Томас О’Лири                                         | ——                           |
| 2010/11 | Ронан О’Гара                                         | ——                           |
| 2011/12 | ——                                                   | Би-Джей Бота                 |
| 2013/14 | Дэвид Килкойн                                        | Кейси Лаулала                |
| 2014/15 | Томми О’Доннелл                                      | Си-Джей Стендер              |
| 2015/16 | Си-Джей Стендер                                      | ——                           |
| 2016/17 | Дэвид Килкойн Рори Сканнелл Джон Райан Билли Холланд | Тайлер Блейендал Джако Тауте |
| 1.      |                                                      |                              |